# 周连华
周连华（1961年10月—），男，汉族，山东东营人，中华人民共和国政治人物，中国共产党党员，中央党校經濟學研究生学历。

## 生平
周連華於1978年9月至1981年7月，就讀於利津縣师范学校；畢業後參加工作，成為墾利縣黄河农场一分场小学教师，1982年4月調入黄河农场总场学校任教。1984年7月任东营团市委干事，並於1985年10月加入中國共產黨。
1985年11月至1993年4月歷任中國共青團东营市委員會学少部副部长、部長、團委副書記。期間通過山東省高等教育自學考試考入山東大學，在黨政管理專業大專班學習。1993年4月至1999年5月歷任东营市委政策研究室副主任、主任、市委副秘書長。1999年5月至2003年1月任中共墾利縣委書記、縣人民武裝部黨委第一書記。
2003年1月至2月任东营市市长助理、市政府党组成员。
2003年2月升任东营市副市长、市政府党组成员，2006年12月調任中共淄博市委常委、副市长、市政府党组副书记。2012年8月至2015年2月任中共淄博市委副书记、山东陆军预备役76师副政委；2015年2月任中共淄博市委副书记、市长、市政府党组书记兼山东陆军预备役76师副政委；
2017年4月任中共淄博市委书记、市委党校校长，並於同年6月當選為淄博市人大常委会主任，2019年1月不再兼任淄博市人大常委会主任。2019年7月卸任中共淄博市委书记。
2019年9月27日，山东省十三届人大常委会第十四次会议任命周连华为山东省发展和改革委员会主任。
2021年1月，任山东省人民政府党组成员，山东省发改委主任、党组书记。2022年卸任，转任山东省人民政府参事。